# Jardim Anhangá
Jardim Anhangá é um bairro localizado no distrito de Imbariê, em Duque de Caxias, Rio de Janeiro.

## Etimologia
"Anhangá" vem do termo tupi añánga, "espírito". Segundo alguns mitos, era o protetor da caça nas florestas, protegendo os animais contra os caçadores. Quando a caça conseguia fugir, os índios diziam que Anhangá as havia protegido e ajudado a escapar.

## Geografia
O bairro fica localizado há 25 quilômetros do Centro de Duque de Caxias e a 8 quilômetros da Prefeitura. Sua principal porta de entrada é a Rodovia Rio-Teresópolis, no km 318 Em 2010, 80% de suas ruas ainda não eram asfaltadas, e o bairro possuía diversos problemas relativos ao abastecimento de água. Mudando essa realidade em 2016